# Luis Milla Manzanares
Luis Milla Manzanares (Madrid, 7 ottobre 1994) è un calciatore spagnolo, centrocampista del Getafe.

## Biografia
Suo padre Luis Milla è stato anch'egli un calciatore.

## Caratteristiche tecniche
È un centrocampista centrale dotato di buona visione di gioco.

## Carriera
Cresciuto nel settore giovanile dell'Atlético Madrid, ha giocato nelle serie inferiori del calcio spagnolo fino al gennaio 2018, quando è stato acquistato dal Tenerife militante in Segunda División. Ha debuttato in seconda serie il 28 gennaio disputando l'incontro pareggiato 0-0 contro il Real Valladolid, confermandosi in quella e nelle stagioni seguenti come punto fisso dell'undici titolare del club delle Canarie.
Il 31 luglio 2020 si trasferisce al Granada.